# 李·奥尔洛夫
李·奥尔洛夫（英語：Lee Orloff）为一位美国音讯工程师。他曾获得过1次奥斯卡最佳音响效果奖，并6次提名这一奖项。自1984年起他参与了超过60部电影的制作。

## 精选影视作品
奥尔洛夫共赢得过1次奥斯卡奖，并获得过6次提名。
获奖：
- 终结者2：审判日 (1991)[1]

提名：
- 深渊 (1989)[2]
- 杰罗尼莫-印第安之鹰（英语：Geronimo: An American Legend） (1993)[3]
- 惊曝内幕（英语：The Insider (film)） (1999)[4]
- 爱国者 (2000)[5]
- 加勒比海盗：黑珍珠号的诅咒 (2003)[6]
- 加勒比海盗2：聚魂棺 (2006)[7]